# Movimiento No Partidista
El Movimiento Voto Presidencial No Partidista (en búlgaro: Движение Глас за безпартиен президент) es una colectividad política búlgara, fundada en 1992 bajo la consigna fue democracia sin partidos, a raíz de la enorme crisis de credibilidad que los partidos tenían. Este movimiento no logró conformarse como colectividad política formal, porque no era su propósito. En las elecciones presidenciales de 1992 participaron con su líder Anton Donchev, donde lograron un séptimo puesto.

## Resultados electorales

### Presidenciales
| Año elección | Candidato     | Votos  | Porcentaje votos |
| 1992         | Anton Donchev | 31.798 | 0,62%            |

Fuente: Spirova, María (2007).